# ستيفن لوغان
ستيفن لوغان (بالإنجليزية: Steven Paul Logan)‏ هو قاضي ومحامي أمريكي، ولد في 23 ديسمبر 1965 في تاكوما في الولايات المتحدة.